# Знаменка (Нерчинський район)
Зна́менка (рос. Знаменка) — село у складі Нерчинського району Забайкальського краю, Росія. Адміністративний центр Знаменського сільського поселення.

## Населення
Населення — 796 осіб (2010; 906 у 2002).
Національний склад (станом на 2002 рік):
- росіяни — 99 %